# Abia Akram
Abia Akram (1985 circa) è un'attivista pakistana per i diritti delle persone con disabilità. È la fondatrice del "Forum nazionale delle donne con disabilità" in Pakistan e una figura di spicco all'interno del movimento per i diritti delle persone con disabilità nel paese, nonché in Asia e nel Pacifico. È stata nominata come una delle 100 donne della BBC nel 2021..

## Biografia
Abia Akram è nata in Pakistan ed è cresciuta con genitori e fratelli a Islamabad. Affetta da rachitismo dalla nascita, è stata per questo costretta su una sedia a rotelle. Ha iniziato gli studi presso un centro educativo per persone con disabilità, frequentando in seguito una scuola ordinaria, che ha concluso con il massimo dei voti. Il periodo passato alla scuola ordinaria le ha fatto capire la mancanza di conoscenze sul tema della disabilità tra gli insegnanti e l'importanza di una loro formazione sistematica.
Ha conseguito un Master of Arts in Gender and International Development presso l'Università di Warwick in Inghilterra nel 2011. Ha anche condotto lavori di ricerca sulla disabilità in Giappone e Gran Bretagna.

## Attivismo
Il suo attivismo è iniziato nel 1997, all'interno di organizzazioni di persone con disabilità come il Handicap International, continuando poi con la fondazione del "Forum nazionale delle donne con disabilità" e la Aging and Disability Task Force, una coalizione di dodici organizzazioni che lavorano sull'invecchiamento e la disabilità nelle agenzie umanitarie. Durante le inondazioni in Pakistan del 2010, Akram ha svolto un ruolo centrale come coordinatrice, per assicurarsi che l'inclusione della disabilità fosse parte della risposta umanitaria delle Nazioni Unite all'emergenza nel paese.
Akram è riconosciuta come una figura di spicco all'interno del movimento per i diritti delle persone con disabilità, sia in Pakistan che nell'Asia Pacifica, una delle fondatrici e coordinatrice dello "Special Talent Exchange Program" (STEP) e dell'"Asia Pacific Women with Disabilities United" (APWWDU). È inoltre la presidente dell'UNICEF Global Partnership for Children with Disabilities, e la Women's Coordinator of Disabled Peoples' International nella regione dell'Asia e del Pacifico.
È stata la prima donna con disabilità del Pakistan a ottenere una borsa di studio per Chevening e nel 2021 è stata nominata una delle 100 donne della BBC.